# Arco de pua

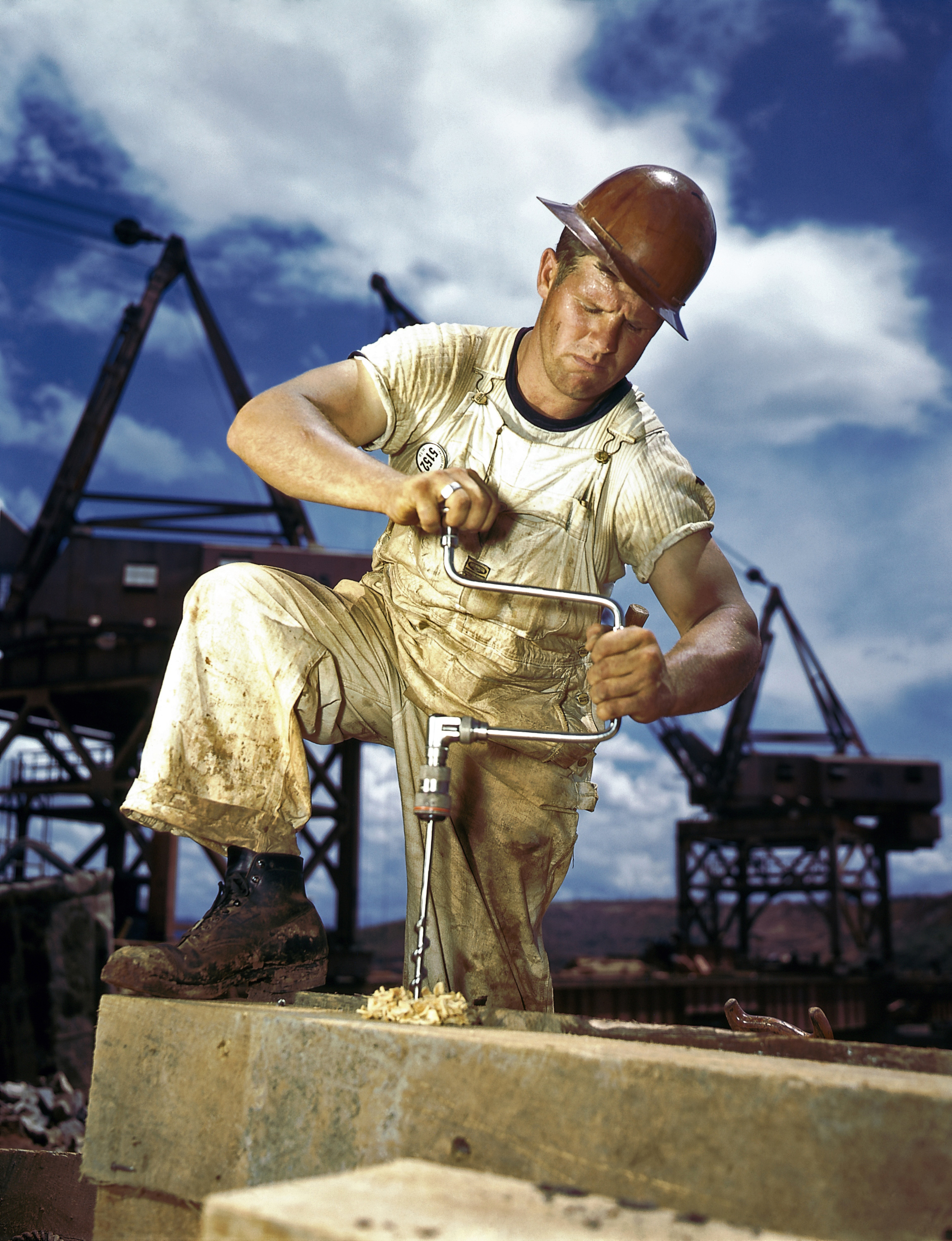
Carpinteiro utilizando um arco de pua

Arco de pua é uma antiga ferramenta manual, utilizada para fazer furos em madeira. É a antecessora das atuais furadeiras elétricas. Consiste numa armação de madeira ou aço de formato característico, com local apropriado para prender a broca (ou pua, do latim puga, haste com ponta aguçada).
Ferramenta tradicional, possuía também uma catraca que facilita o uso em locais apertados. Foi quase que totalmente substituída pelas furadeiras elétricas.

## História
Desde 1.500 há notícias de arcos de pua, ainda usado hoje em dia com mínimas diferenças. Trado usado por toneleiros para perfurar a lateral dos tonéis e instalar uma torneira.

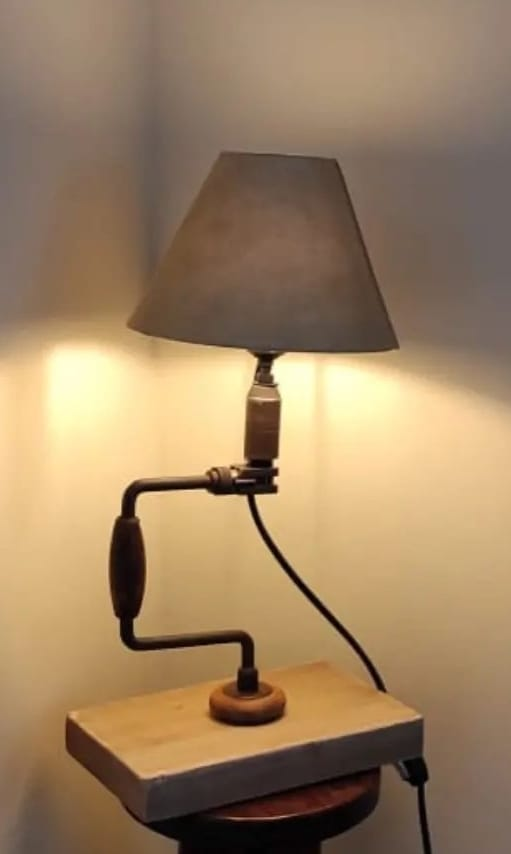
Abajur feito com um arco de pua

O arco de pua é uma ferramenta que pode se considerar "rudimentar", pelo simples motivo do seu sucessor, a furadeira.  e agora com a invenção da furadeira a bateria o arco de pua é raramente usado, tendo outros usos como na decoração.

### Evolução para furadeira
O primeiro Inventor da furadeira que se tem registro no mundo é o Engenheiro Elétrico, Arthur James Arnot, que em 20 de agosto de 1889, registrou a criação da primeira uma furadeira movida a eletricidade.
Somente 6 anos depois, em 1894, Wilhelm Emil Fein e Carl Fein, irmãos,registraram pela primeira vez furadeira elétrica manual, em Stuttgart, na Alemanha. No entanto, a furadeira dos Fein não se parece em nada com a que tempos hoje em dia.

Aliás, o principio das furadeiras de hoje só foi desenvolvido 23 anos depois, no ano de 1917, em Baltimore, nos Estados Unidos, Assim, Samuel Duncan Black e Alonzo G. Decker criaram a primeira versão mais parecida com as furadeiras de hoje, por ter um mandril de ¼” e um estilo de pistola com gatilho para apertar.

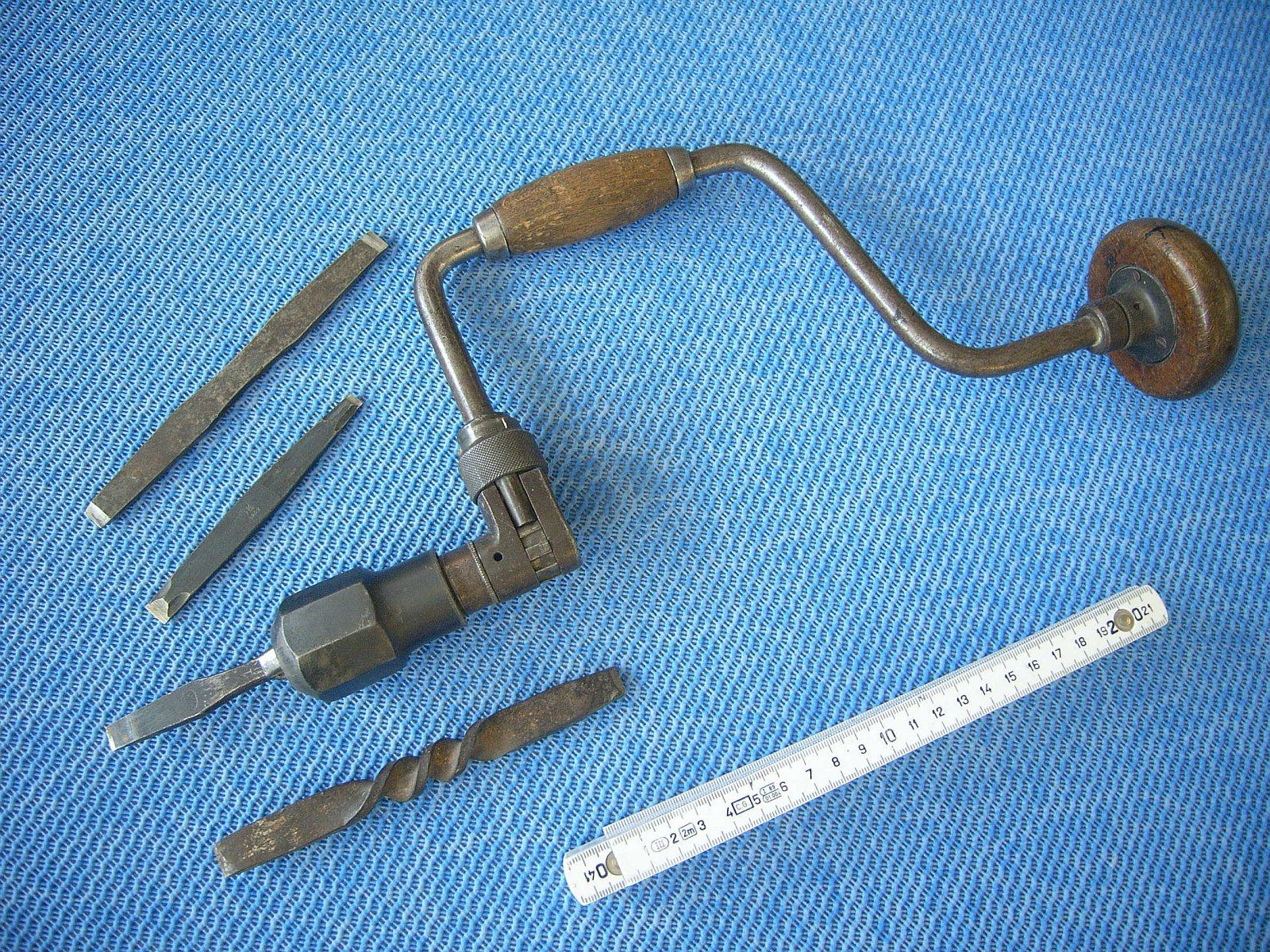
Arco de pua

Desde então, empresas de tecnologia vem desenvolvendo esta ferramenta de formas variadas. Logo, surgiram diversas marcas de furadeiras elétricas, cada vez mais leves, mais portáteis, mais cômodas, mais fortes e potentes. A Bosch, por exemplo também está dentre as primeiras fabricantes de furadeiras do mundo, iniciando seus primeiros protótipos na década de 20.